# 비간 (상나라)

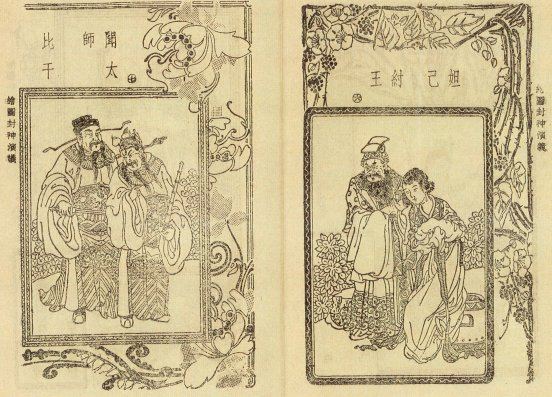
봉신연의의 비간(왼쪽 그림)

비간(比干)은 상나라 후기의 현인이다.

## 생애
비간은 상(商)의 28대 태정제(太丁帝) 문정(文丁)의 아들로 주왕(紂王)의 숙부(叔父)이다. 이름은 비(比)이고, 간(干)이라는 나라에 봉(封)해져 비간(比干)이라고 불린다. 子(자)성 이므로 자비(子比)라고도 한다. 중국의 민간(民間)에서는 글과 재물(文財)을 관장하는 문곡성(文曲星)의 화신(化身)으로 숭배되어 문곡성군(文曲星君)으로 불리기도 하고, 중국의 10여명의 전설적 인물들과 함께 재물을 관장하는 재신(財神)에 포함되기도 하였다. 중국 춘절에도 비간(比干)에 대한 세레모니가 등장한다.
상(商)의 마지막 군주 주왕(紂王)은 총명하고 용맹하였으나 자신의 재능과 철학을 절대적으로 과신하여 형제와 신하들의 충고을 불필요하게 생각하여 듣지 않았다. 주왕(紂王)은 하남성 남부의 호족 유소(有蘇)씨을 토벌하고, 유소(有蘇) 가문의 딸 달기(妲己)를 얻었다. 주왕(紂王)은 달기(妲己)를 총애하여 그녀의 말이면 무엇이든 들어주었는데, 달기(妲己)의 주색에 깊이 빠지게 되었고, 점점 광폭해져 신하의 말을 무시하게 되었다. 주왕은 달기(妲己)을 멀리 하라고 간언하는 신하들을 처형하면서, 충신들은 떠나고 권력을 탐하는 무리들이 중요 직책에 등용되었다.
비간(比干)은 주왕(紂王)에게 정치를 바로 잡을 것을 주장하다가 죽었다. 민간 설화에는 주왕(紂王)은 화를 내며 “성인(聖人)의 심장에는 구멍이 일곱 개나 있다고 들었다”라며 진짜 그런지 확인하겠다며 비간의 심장을 꺼내도록 하였다고 전한다. 상나라의 정치는 더 이상 회생하기 상태로 빠져 들고 기원전 1046년 주왕(紂王)은 주(周)나라 무왕(武王)과의 목야(牧野)의 전투에서 패하고 자살하였다.
비간(比干)의 묘역은 지금의 허난성(河南省, 하남성) 신샹(新乡)시 웨이후이(衛輝)에 있다. 비간 묘역은 은나라 후기 만들어졌고, 주나라 무왕이 봉묘하고 중건하였다. 공자(孔子)가 비간(比干)의 묘를 찾아 비석을 세우고, 은나라 비간이 이 곳에 잠들었다는 은비간막(殷比干莫)이라는 글씨를 남겼다. 공자가 비문을 만든 이후로, 총 64개의 비석이 만들어졌는데, 진(秦), 한(漢), 당(唐), 송(宋) 을 비롯한 중국의 모든 왕조는 이곳에 비석을 세웠다고 한다. 북위 효문제는 사당을 건립하고 <황제조은비간묘문>을 만들었다. 당나라 태종은 비간을 은나라 태사로 봉하고, 제사 제문 내용을 담은 <봉은태사비간소>, <제은태사비간문>을 만들어 묘역에 조성하였다. 원나라 인종조 몽골 유민들은 비간 동상과 <사수비간묘비>등의 비석을 만들었다. 명나라 홍치제(弘治帝)는 사당에 건축 양식을 추가로 중건하여 현재까지 전한다. 청나라 건륭제(乾隆帝)은 사당에 <과은태사묘유작>을 만들면서 해서체로 비문을 새겨 넣었다. 위휘시 정부는 1993년부터 매년 비간 기념회를 개최하고 있다고 한다.
비간(比干)의 부인은 비간이 죽은 이후 안양 인근으로 도피하는 가운데 장림산(長林山)에서 아들을 낳아 이름을 천(泉)으로 지어주었고 주나라 무왕이 비간의 아들에게 임씨(林)성과 견(堅)이라는 이름을 사(賜)했다.

## 봉신연의에서의 비간
주왕(紂王)의 숙부로 주왕을 오랫동안 주왕을 보필하였으나, 주왕은 새로 들인 후궁인 달기(妲己)의 주술에 걸려 폭군이 되었다. 이에 새로 궁에 들어온 강자아(姜子牙)의 힘을 빌어 달기의 정체를 알아낸 뒤에 달기를 죽이려는 계획을 세웠으나 실패로 돌아갔으며, 자신의 병을 고치기 위해 영롱심(玲珑心)이 필요하다는 달기의 말에 속아넘어가 비간의 배를 갈라 심장을 도려내려는 주왕 앞에서 손수 배를 가른 뒤 자신의 심장을 내어주었다.
비록 심장이 없었더라도 강자아의 술법에 의해 목숨을 부지할 수 있었으나, 성 밖에서 야채를 팔던 노파와 무심채(無心菜)에 대한 이야기를 주고받던 도중 숨을 거두었다.
봉신계획이 끝난 이후 강자아는 비간을 오두정신(五斗正神) 중 하나인 북두성군(北斗星君)의 문곡(文曲)에 임명했다.

## 같이 보기
- 문정, 무경, 주왕
- 허난성, 안양, 신샹, 은허